# Sedmorica protiv Tebe
Sedmorica protiv Tebe tragedija je koju je napisao Eshil 447. pr. Kr.
Sedmorica protiv Tebe je jedna od ranih Eshilovih drama čije su odlike domininantna uloga zbora i nedostatak akcije na sceni. Umjesto toga priča je ispričana kroz zborno pjevanje i uz pomoć glasnika. 
Radnja je preuzeta iz mita o Edipovim sinovima Eteoklea i Polinika i njihovoj borbi za vlast u Tebi poslije Edipovog pada. Sedam knezova na čelu s Adrastom poduzima ratnih pohod, da bi ponovo stavili Polinika na tron. Napad na Tebu je odbijen i svi knezovi, izuzev Adrasta, su ubijeni. Grad su osvojili djeca knezova, generacija poslije u tzv. epigonskom ratnom pohodu.
Drugi kazališni komadi koji su obradili istu temu bili su Sofokloova Antigona i Euripidova drama Feničke žene.